# Eugène Devic
Pour les articles homonymes, voir Devic.
Eugène Devic, né le 24 octobre 1858 à Lyon, où il est mort le 26 janvier 1930, est un médecin neurologue français, contemporain de Charcot, qui eut une carrière hospitalière à Lyon.

## Sa carrière résumée
François Eugène Marius Devic est né à Lyon (4e arrondissement) le 24 octobre 1858, d'un père et d'une mère tisseurs. Le jeune Devic décida se consacrer à la médecine et fut à Lyon l'élève de Bouveret et de Tripier. Il est résident hospitalier en 1882, soutient sa thèse en 1886 et devient médecin agrégé en 1892. Il travaille ensuite comme Chef de travaux dans le laboratoire de pathologie de Tripier, puis une fois nommé Médecin des Hôpitaux de Lyon en 1894 se consacre à la pratique clinique, d'abord à l'Hôpital de la Croix-Rousse, puis à l'Hôtel-Dieu de Lyon. Il fut fait chevalier de la Légion d'honneur le 7 mai 1921.
À une époque où les spécialités médicales n'étaient pas encore clairement séparées, il fut actif dans des domaines variés tant en pédiatrie qu'en gastro-entérologie ou en neurologie. Il s'intéressa notamment à la fièvre typhoïde et aux maladies cardiovasculaires. En neurologie, il étudia plus particulièrement la chorée infantile, la « psychose polynévritique », les complications psychiatriques de la typhoïde, les tumeurs cérébrales et la spasticité.

## Éponymie
Il a laissé son nom à la neuromyélite optique (NMO), une maladie auto-immune longtemps confondue avec une forme particulière de sclérose en plaques et que l'on sait à présent être due à la présence d'auto-anticorps anti-aquaporine 4. Cette éponymie a été proposée en 1907 par Acchiote après que Fernand Gault a consacré sa thèse à ce sujet en 1894.

## Postérité
Eugène Devic fut le premier d'une lignée de neurologues lyonnais qui tous eurent une carrière hospitalière : il fut le père d'André Devic (1888-1977) et le grand-père de Michel Devic (1919-1987) et de Gabriel Devic (1922-2006).

## Source
- (en) Miyazawa I, Fujihara K, Itoyama Y. Eugène Devic (1858-1930). J Neurol 2002; 249:351-352.
- Archives municipales de Lyon (4e), cote 2E1150, acte n°627
- D.Giorgi, Riv. Italiana di Neurobiologica, (3-4),239-243, 2006
- Dossier de la Légion d'honneur LH/766/12